# الغريبين في القرآن والحديث
الغريبين في القرآن والحديث لأبي عبيد الهروي الفاشاني المتوفى 403 هـ.

## تعريف بالكتاب
وبين مقصده من تأليفه وترتيبه في مقدمته فقال: « كتابي هذا لمن حمل القرآن، وعرف الحديث، ونظر في اللغة، ثم احتاج إلى معرفة غرائبهـا، وهـو مـوضـوع على نسق الحروف المعجمة، نبدأ بالهمزة فنفيض بها على سائر الحروف حرفاً حرفاً، ونعمل لكل حرف بابا، ونفتح كل باب بالحرف الذي يكون أوله الهمزة ثم الباء. إلخ.
فجمع ما رآه غريباً من ألفاظ القرآن والحديث، وبين معناه بأسلوب مختصر. ويستدل على الكلمة الغريبة بما وردت فيه من الآيات أو الأحاديث. واستفاد كثيراً من كتاب «غريب الحديث، للإمام أبي سليمان حمد ابن محمد الخطابي المتوفى 388هـ دون الإشارة إليه إلا في مواضع يسيرة.

## طبع الكتاب
طبع المجلد الأول من الغريبين بتحقيق د. محمود الطناحي بالقاهرة عام 1390هـ، وطبع منه جزءان بالهند.
وقد حققه نخبة من الفضلاء بإشراف أ.د. محمد عبد الرحيم سلطان العلماء وطبعته جائزة دبي الدولية للقرآن الكريم في 10 مجلدات.